# Alto del Caballar

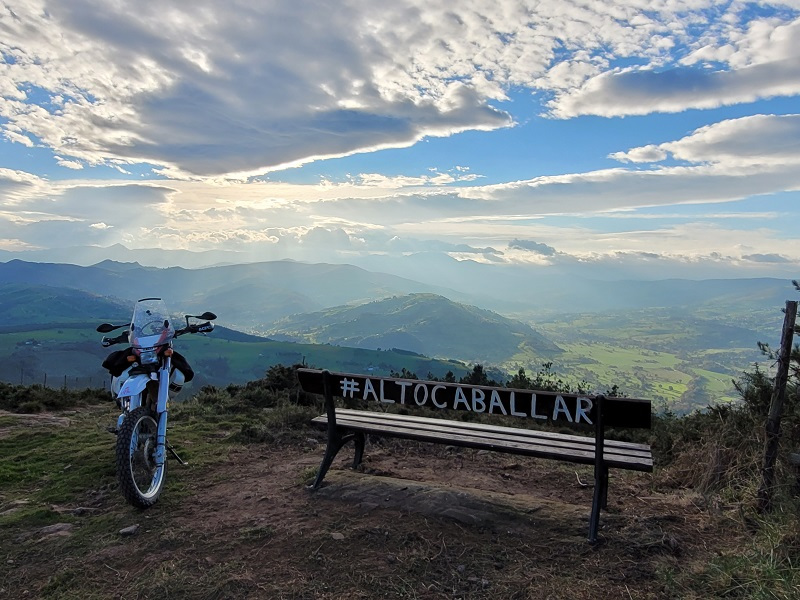
Banco singular cercano a la cima del monte Caballar

El Alto del Caballar es una cumbre de 667 m s. n. m. situado en el municipio de Villafufre (Cantabria, España). Se accede por la ruta de senderismo PR-S54, de 4,2 km de longitud y escasa dificultad, con un desnivel de 386 m.